# Pablo Terrazas
Pablo Enrique Terrazas Lagos (Santiago, 18 de mayo de 1977) es un abogado y político chileno. Militante de la Unión Demócrata Independiente (UDI), partido del cual fue secretario general entre 2017 y 2018. Fue además, subsecretario de Minería bajo la segunda administración de Sebastián Piñera. Entre julio de 2019 y marzo de 2022 ejerció como vicepresidente ejecutivo de la Corporación de Fomento de la Producción (Corfo).

## Biografía
Es uno de los cuatro hijos del matrimonio formado por Rodolfo Terrazas González y Clara Victoria Lagos Leteliery.

### Estudios
Egresó como abogado de la Universidad de los Andes, Chile y entre  2017 y 2018 obtuvo un magíster en Derecho Ambiental de la Universidad del Desarrollo (UDD).

### Carrera profesional
Su trabajo en el sector público comenzó en 2002 y ha considerado responsabilidades como; 
En 2005, luego de realizar la práctica profesional en la Corporación de Asistencia Judicial (CAJ) de Colina, emprendió el desafío de trasladarse a Coyhaique, para desempeñarse como director jurídico de dicha comuna (2005-2008), experiencia que luego profundizó como jefe de Gabinete de la Municipalidad de Recoleta (2008-2009).
Durante el primer gobierno de Sebastián Piñera se desempeñó como jefe de Gabinete de la Subsecretaría de Desarrollo Regional del entonces subsecretario Miguel Flores (2010-2011), jefe de Gabinete del Ministerio Secretaría General de Gobierno durante la gestión de la entonces ministra Ena von Baer (2010-2011), posteriormente también colaboró como jefe de asesores en el Ministerio del Interior y Seguridad Pública del ministro Andrés Chadwick (2012-2014).
Hasta 2017 fue asesor legislativo del Senado de la República en las comisiones de Medio Ambiente y Bienes Nacionales y en la bancada de la UDI.
En las elecciones parlamentarias de 2017, fue candidato a diputado por el Distrito N° 11 (Las Condes, Vitacura, Lo Barnechea, La Reina y Peñalolén), pero no logró el escaño en el parlamento.
Entre 2017 y 2018 se desempeñó como secretario general del partido Unión Demócrata Independiente (UDI). Fue además, vocero de la coalición Chile Vamos.
El 11 de marzo de 2018 fue designado por el presidente Sebastián Piñera como subsecretario de Minería. Se mantuvo en el cargo hasta el 31 de julio de 2019, fecha en la que fue reasignado como vicepresidente ejecutivo de Corfo, reemplazando así a Sebastián Sichel.

## Historial electoral

### Elecciones parlamentarias de 2017
- Elecciones parlamentarias de 2017, candidato a diputado por el distrito 11 (La Reina, Las Condes, Lo Barnechea, Peñalolén y Vitacura)[9]

| Candidato                      | Pacto                   | Partido | Votos  | %    | Resultados |
| ------------------------------ | ----------------------- | ------- | ------ | ---- | ---------- |
| Gonzalo Fuenzalida Figueroa    | Chile Vamos             | RN      | 60 112 | 16,0 | Diputado   |
| Francisco Undurraga Gazitúa    | Chile Vamos             | EVOP    | 58 613 | 15,6 | Diputado   |
| Catalina del Real Mihovilovich | Chile Vamos             | RN      | 43 499 | 11,6 | Diputada   |
| Guillermo Ramírez Diez         | Chile Vamos             | UDI     | 30 733 | 8,2  | Diputado   |
| Pablo Terrazas Lagos           | Chile Vamos             | UDI     | 25 470 | 6,8  |            |
| Tomás Hirsch Goldschmidt       | Frente Amplio           | PH      | 23 605 | 6,3  | Diputado   |
| Soledad Álamos Fuenzalida      | Frente Amplio           | RD      | 17 835 | 4,7  |            |
| Fernando Atria Lemaitre        | La Fuerza de la Mayoría | PS      | 16 184 | 4,3  |            |
| Bárbara Soto Silva             | Chile Vamos             | UDI     | 12 068 | 3,2  |            |
| Enrique Accorsi Opazo          | La Fuerza de la Mayoría | PPD     | 10 564 | 2,8  |            |
| Karin Luck Urban               | Chile Vamos             | RN      | 6881   | 1,8  | Diputada   |